# یاکخوس

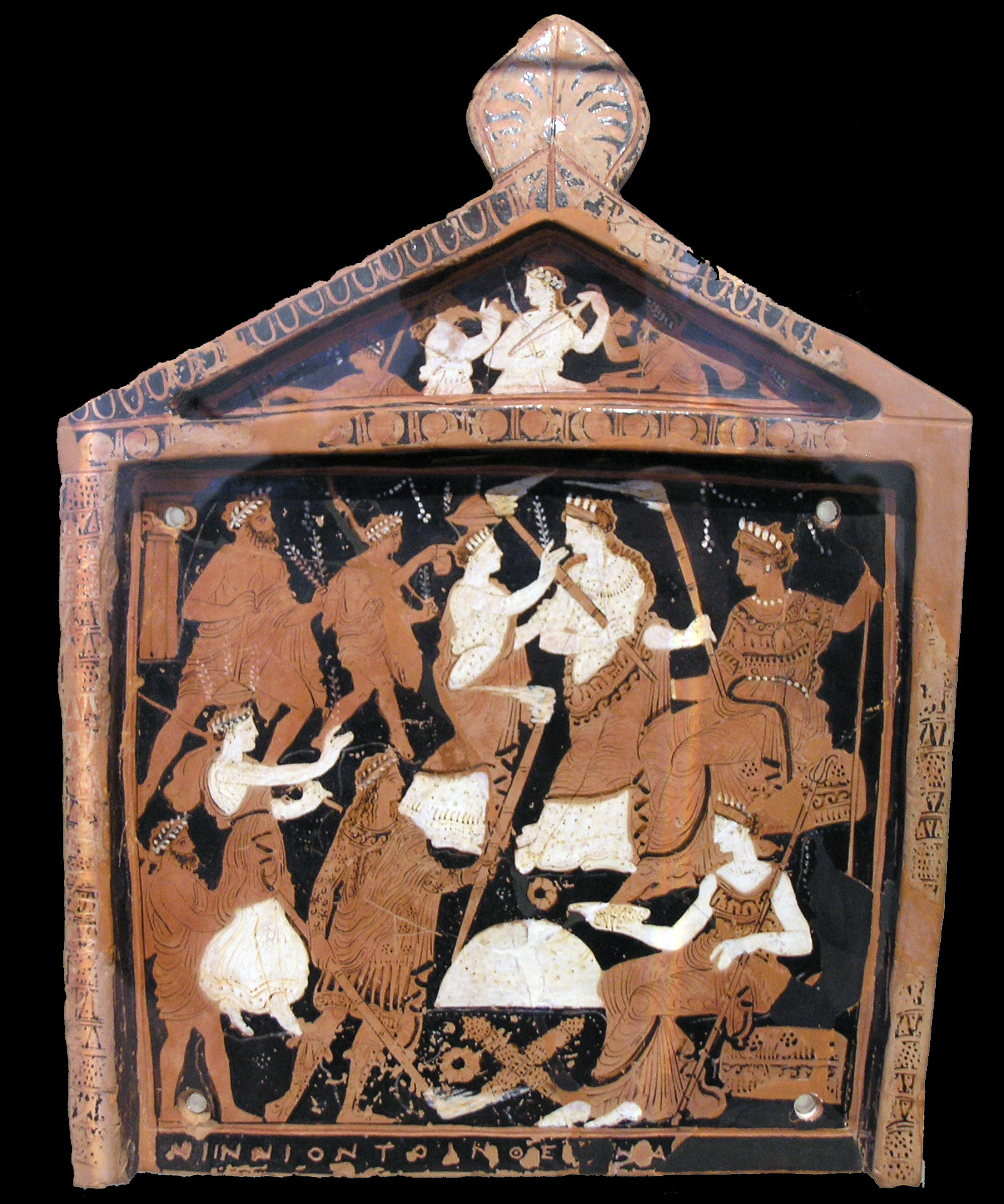
اسرار الئوسی مراسمی باستانی در یونان بودند که به افتخار دمتر و پرسفونه برگزار می‌شدند. این مراسم‌ها در هاله‌ای از راز و رمز قرار داشتند، اما باور بر این بود که به شرکت‌کنندگان زندگی پس از مرگ بهتری را وعده می‌دهند.

یاکخوس ((به یونانی: Ἴακχος))، در اسطوره‌های یونان یکی از خدایان نامشخص است که در اسرار الئوسی پرستیده می‌شد.
گاه فرزند دمتر، گاه شوهر وی، و گاه پسر پرسفونه و مطابق زاگرئوس دانسته شده است.